# Hwacha
Hwacha (화차; 火車) (în traducere: coșul de foc) este un lansator multiplu de rachete inventat de coreeni în timpul dinastiei Joseon (1392–1897). Acest dispozitiv are capacitatea de a lansa simultan 200 de singijeon (un fel de săgeată-rachetă aprinsă; în traducere: săgeată automată divină). Hwachea reprezintă un suport pe roți, cu găuri în care se introduc singijeon-urile.
Unii istorici din Asia de Est consideră că hwacha și nava-țestoasă (invenție coreeană de la mijlocul secolului al XVI-lea) au avut o importanță deosebită în timpul războiului Imjin. În ziua de astăzi, Hwacha apare în muzeele, parcurile și cultura populară din Coreea.

## Istorie

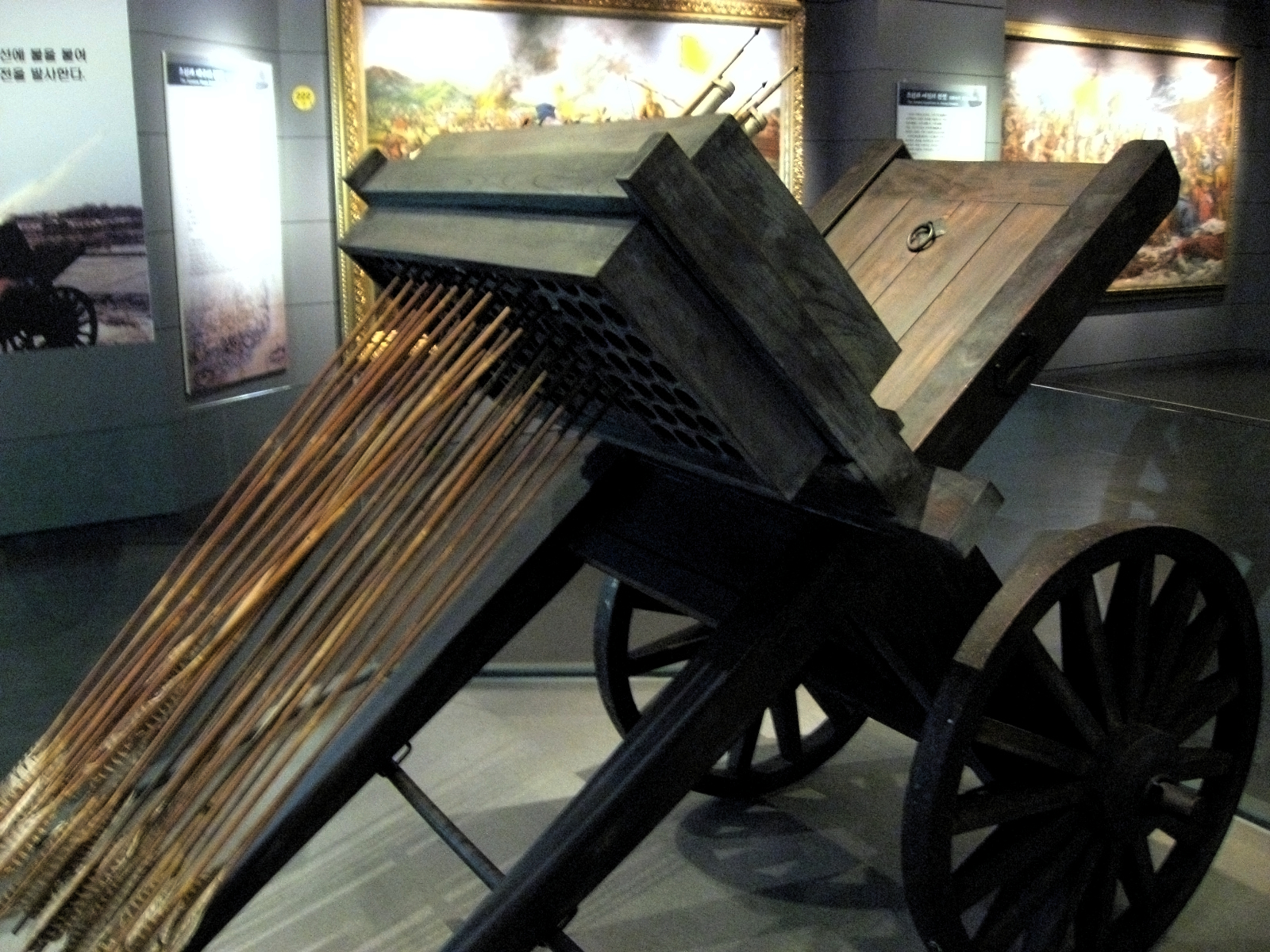
Săgeți-rachetă singijeon montate într-un dispozitiv Hwacha

Cu mult timp înainte de dezvoltarea Hwacha, China impusese restricții severe pentru importul de praf de pușcă în Coreea. Cu toate acestea, coreenii aveau nevoie de arme de foc pentru a securiza Marea de Est împotriva invadatorilor japonezi sau piraților Wokou. Atacurile piraților japonezi reprezentau un pericol major pentru pescarii și comercianții din Coreea. 
Coreenii au încercat să descopere și să implementeze pe cont propriu arme care foloseau praf de pușcă. Ei au început producția de praf de pușcă în perioada 1374-1376. În 1377, savantul coreean Choe Mu-seon a descoperit o metodă de a extrage nitrat de potasiu din sol. Acesta a folosit la construirea juhwa, prima rachetă coreeană. Descoperirile ulterioare au dus la dezvoltarea unei categorii de săgeți-rachete numite singijeon. 
Hwacha a fost creat mai târziu pe baza juhwa și  singijeon. Primul Hwachea a fost construit în anul 1409. El fusese conceput de numeroși oameni de știință coreeni printre care Yi Do (이도) și Choe Hae-san (최 해산). În timpul domniei regelui Sejong cel Mare, dispozitivele Hwacha au fost îmbunătățite și produse în număr mai mare. Înregistrările istorice consemnează că 90 de Hwachea erau folosite în acea perioadă. Regele Sejong cel Mare (rege cunoscut pentru contribuția sa la crearea alfabetului Hangeul) a susținut îmbunătățirea Hwacha. La sfârșitul domniei sale, un astfel de dispozitiv putea lansa 200 de săgeți-rachetă în același timp. 
În 1451, Regele Munjong a dat un decret prin care ordona continuarea cercetărilor și construirea unor dispozitive Hwacha mai puternice și mai eficiente. La momentul respectiv, 50 de dispozitive erau desfășurate în Hanseong (astăzi Seoul) și alte 80 la granița de nord. Până la sfârșitul anului 1451, sute de Hwacha au fost desfășurate pe întreg teritoriul peninsulei Coreea.

### Războiul Imjin
Dispozitivele Hwacha au fost utilizate pe scară largă în timpul invaziilor japoneze din Coreea. Acestea erau plasate de obicei în fortărețe sau cetăți și folosite pentru apărare. Puterea lor s-a remarcat în multe bătălii. Cea mai importantă a fost bătălia de la Haengju, în care o armată coreeană de doar 3.400 de soldați a învins o armată japoneză de 30.000 utilizând 40 de dispozitive Hwacha. În această bătălie, samuraii infanteriști ai armatei japoneze au mărșăluit în formații dense, fiind loviți cu ușurință de săgețile-rachete propulsate cu ajutorul Hwacha.
Dispozitivele Hwacha s-au folosit și pe mare, la bordul navelor panokseon din flota amiralului Yi Sun-sin. Acestea au fost utilizate pentru a lovi de la distanță navele japoneze.

## Componente

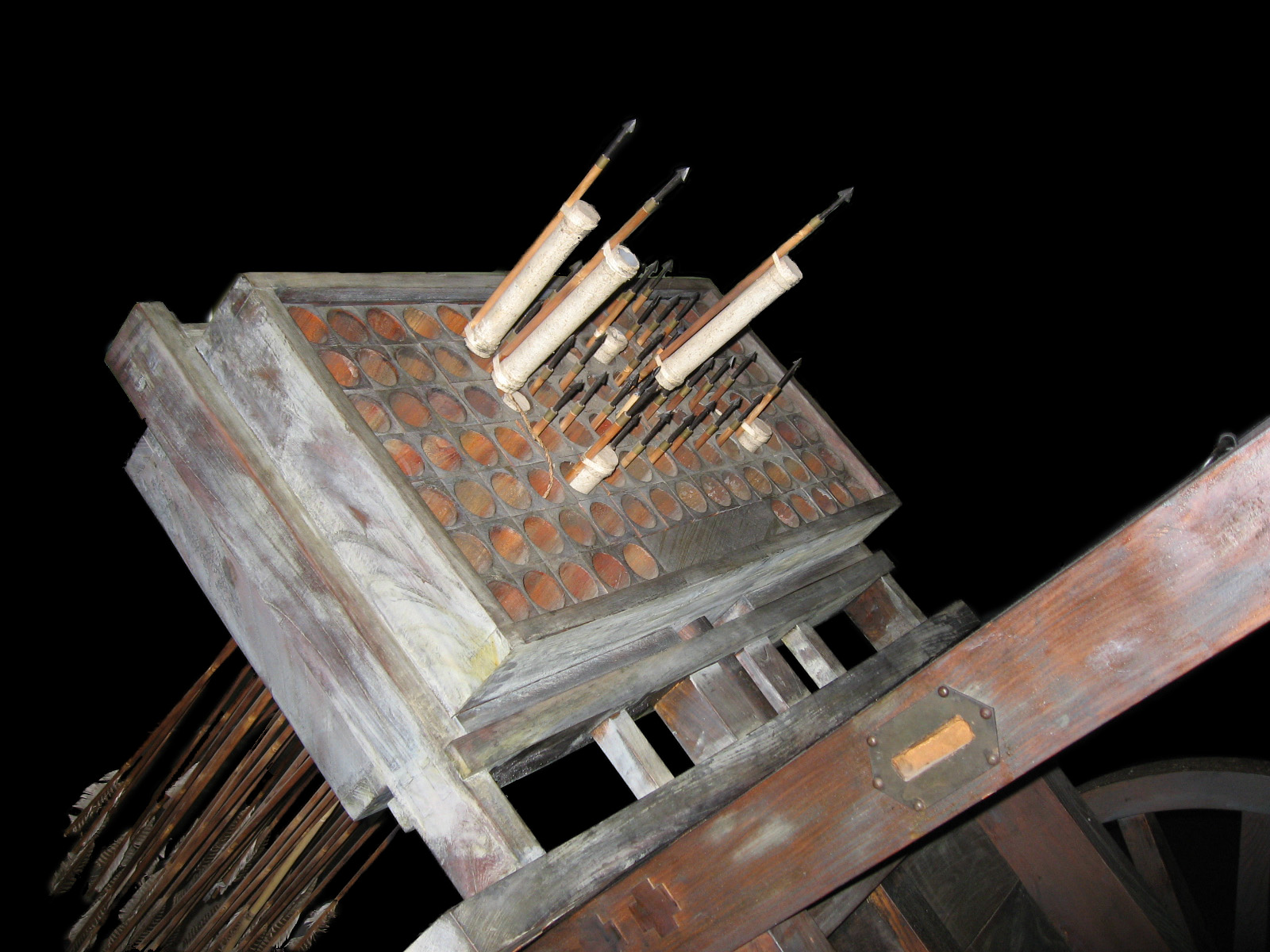

Structura Hwacha este similară cu a unui cărucior având în partea superioară o rampă de lansare mobilă confecționată din lemn. Aceasta conține de la 100 la 200 de orificii cilindrice în care se plasează aprinzătoare cum ar fi sajeonchongtong (사전 총통) Muniția constă în săgeți de 1,1 metri similare cu vechile săgeți chinezești de foc. Acestea au atașat sub vârf un tub din hârtie umplut cu praf de pușcă. Aproximativ 100 de proiectile sunt aruncate la o singură salvă. Raza lor de acțiune este de până la 2000 de metri. 
Există o variantă care are cinci rânduri cu câte 10 butoiașe de armă în rampa de lansare, fiecare butoiaș propulsând câte 4 săgeți deodată ca și proiectil.
În partea din spate a dispozitivului există două mânere care permit utilizatorului să tragă sau să împingă dispozitivul. Hwacha are și o bandă verticală proiectată pentru atacuri în linie sau poziții de pază la sol.
Roțile sunt în general fixate pe pivoți de lemn și axe de fier. Pentru a reduce frecarea dintre roți și axe se folosește ulei de gudron.
Hwacha sunt în general fabricate din lemn de pin dar există și modele din lemn de stejar. Frânghiile utilizate sunt de obicei din cânepă. 
În armata coreeană lucrau ingineri de asalt și fierari care făceau reparații în cazul în care dispozitivele se deteriorau din cauza condițiilor proaste de transport, a vremii rele sau a bătăliilor.

## Proiectilele
Spre deosebire de tunurile și mortierele folosite de occidentali în Evul Mediu și secolul al XVI-lea care necesitau ghiulele grele de fier, Hwacha utiliza săgeți subțiri și ușoare. Aceasta îl făcea o armă foarte ușor de manevrat în asedii.
Orificiile din care săgețile-rachete sunt lansate variază în diametru de la 2,5 la 4 centimetri. Această dimensiune permite tragerea săgeților subțiri Gungdo care seamănă cu cele de arc. Inflamabilele de tip sajeonchongtong (사전 총통) se plasează în partea din spate a plăcii de tragere.
Proiectilele de tip singijeon erau săgeți mici proiectate de inginerii de asediu coreeni special pentru a fi utilizate în dispozitivele Hwacha. Ele erau numite so (소) (în traducere: mici) și aveau atașată în partea de jos aproape de pene o pungă cu praf de pușcă. În afară de proiectilele sinjijeon, Hwacha mai putea trage și 100 de rachete cu vârf de oțel.
Din cauza numărului mare de săgeți trase de Hwacha și daunelor mari pe care le provoacă în cazul unui atac, formațiile dense de sodați reprezentau cele mai potrivite ținte.

## Balistică și rază de acțiune

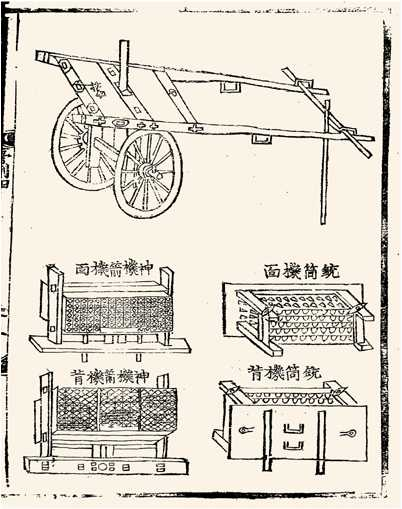

Traiectoria proiectilelor era destul de plată (la fel ca a altor proiectile de filare) din cauza efectului Magnus. Dispozitivul era plasat la 45 de grade față de sol atunci când proiectilele erau lansate pentru a maximiza raza de acțiune. Condițiile meteorologice defavorabile cum ar fi vântul, umiditatea sau ploaia limitau în general raza utilă de acțiune până la aproximativ 100 de metri. 
Raza de acțiune putea fi mult extinsă în caz că dispozitivul era plasat pe un deal sau alt loc ridicat. Săgețile singijeon trase dintr-o astfel de poziție aveau o rază de acțiune de aproximativ 450 de metri.
În Analele Dinastiei Joseon este relatat un experiment în care o sperietoare de ciori aflată la o distanță de 80 de pași (100 de metri), îmbrăcată cu armură și protejată de un scut a fost străpunsă complet de săgețile-rachete lansate de Hwacha. 

## Utilizare
Dispozitivele Hwacha au fost folosite în special într-o manieră defensivă. Cu toate acestea, unii istorici occidentali sau est-asiatici au ajuns la concluzia că, în unele cazuri, acestea au fost utilizate ofensiv dinspre mare spre teren în timpul atacurile navale. Dispozitivele au fost utilizate în acest mod în special în bătălia de la Noryang (anul 1598) din războiului Imjin.
Hwacha era construit pentru a fi foarte bine supravegheat în timpul folosirii. După ce armata se întorcea în tranșee sau în tabără, soldații trebuiau să demonteze arma de asediu, plasând lansatorul în partea de sus. Hwacha semăna cu trebuchetele europene ca și mod de transport și trebuiau asamblate înainte de utilizare. Toate dispozitivele prezentau caracteristici similare iar matricea mobilă de lansare putea fi ușor dezmembrată și plasată în cutia din partea de sus a căruciorului.
Fiecare săgeată-rachetă aprinsă necesita un săculeț de praf de pușcă. Soldații încărcau Hwacha cu săgeți sau piroane de fier și se pregăteau de tragere. Pentru a trage, ei se retrăgeau cu urechile protejate și trăgeau de frânghie pentru fiecare aprindere. Unii soldați care se ocupau de Hwacha au preferat să fie vâslași pe punte, trăgând de la ferestre în timp de alții stăteau pe puntea principală trăgând spre pânzele inamice. Aceste manevre se foloseau doar în Coreea. 

## Vezi de asemenea
- Invaziile japoneze în Coreea (1592-1598)
- Singijeon
- Săgeată de foc
- Ribauldequin
- Huolongjing
- Katiușa, un lansator de rachete multiplu folosit de sovietici în al doilea război mondial.